# Ronde van Frankrijk 2025/Twaalfde etappe
De twaalfde etappe van de Ronde van Frankrijk 2025 werd verreden op 17 juli. De Sloveense wereldkampioen Tadej Pogačar won de etappe met een voorsprong van meer dan twee minuten op nummer twee Jonas Vingegaard. Door zijn etappezege – zijn twintigste in de Tour – nam hij ook de leiderstrui weer over van Ben Healy.

## Parcours
De etappe startte in Auch. De tussensprint lag na 95,1 kilometer in Bénéjacq, vlak na een beklimming van de vierde categorie. Daarna moest de Col du Soulor (eerste categorie) worden beklommen, gevolgd door de Col des Bordères (tweede categorie). De aankomst lag na 180,6 kilometer bovenop Hautacam, een beklimming van de buitencategorie.

## Koersverloop
Dit overzicht is mogelijk incompleet; u kunt helpen door het uit te breiden.

## Uitslag etappe
| Auch – Hautacam (180,6 km) |                    |                            |          |
| Plaats                     | Naam               | Ploeg                      | Tijd     |
| Winnaar                    | Tadej Pogačar      | UAE Team Emirates-XRG      | 4u21'19" |
| 2                          | Jonas Vingegaard   | Visma \| Lease a Bike      | + 2'10"  |
| 3                          | Florian Lipowitz   | Red Bull-BORA-hansgrohe    | + 2'23"  |
| 4                          | Tobias Johannessen | Uno-X Mobility             | + 3'00"  |
| 5                          | Oscar Onley        | Picnic PostNL              | z.t.     |
| 6                          | Kévin Vauquelin    | Arkéa-B&B Hotels           | + 3'33"  |
| 7                          | Remco Evenepoel    | Soudal Quick-Step          | + 3'35"  |
| 8                          | Felix Gall         | Decathlon AG2R La Mondiale | + 4'02"  |
| 9                          | Primož Roglič      | Red Bull-BORA-hansgrohe    | + 4'08"  |
| 10                         | Cristián Rodríguez | Arkéa-B&B Hotels           | + 7'26"  |
|                            |                    |                            |          |
| 39                         | Thymen Arensman    | INEOS Grenadiers           | + 18'17" |

 –  Bruno Armirail was de strijdlustigste renner van de etappe.

## Klassementen

### Algemeen klassement
| Algemeen klassement (gele trui) |                    |                            |           |
| Plaats                          | Naam               | Ploeg                      | Tijd      |
| Gele trui                       | Tadej Pogačar      | UAE Team Emirates-XRG      | 45u22'51" |
| 2                               | Jonas Vingegaard   | Visma \| Lease a Bike      | + 3'31"   |
| 3                               | Remco Evenepoel    | Soudal Quick-Step          | + 4'45"   |
| 4                               | Florian Lipowitz   | Red Bull-BORA-hansgrohe    | + 5'34"   |
| 5                               | Kévin Vauquelin    | Arkéa-B&B Hotels           | + 5'40"   |
| 6                               | Oscar Onley        | Picnic PostNL              | + 6'05"   |
| 7                               | Primož Roglič      | Red Bull-BORA-hansgrohe    | + 7'30"   |
| 8                               | Tobias Johannessen | Uno-X Mobility             | + 7'44"   |
| 9                               | Felix Gall         | Decathlon AG2R La Mondiale | + 9'21"   |
| 10                              | Matteo Jorgenson   | Visma \| Lease a Bike      | + 12'12"  |
|                                 |                    |                            |           |
| 23                              | Thymen Arensman    | INEOS Grenadiers           | + 40'04"  |

### Puntenklassement
| Puntenklassement (groene trui) |                      |                       |        |
| Plaats                         | Naam                 | Ploeg                 | Punten |
| Groene trui                    | Jonathan Milan       | Lidl-Trek             | 231    |
| 2                              | Tadej Pogačar        | UAE Team Emirates-XRG | 183    |
| 3                              | Mathieu van der Poel | Alpecin-Deceuninck    | 173    |
| 4                              | Biniam Girmay        | Intermarché-Wanty     | 154    |
| 5                              | Tim Merlier          | Soudal Quick-Step     | 150    |
| 6                              | Anthony Turgis       | TotalEnergies         | 117    |
| 7                              | Jonas Vingegaard     | Visma \| Lease a Bike | 103    |
| 8                              | Jonas Abrahamsen     | Uno-X Mobility        | 90     |
| 9                              | Quinn Simmons        | Lidl-Trek             | 82     |
| 10                             | Arnaud De Lie        | Lotto                 | 75     |

### Bergklassement
| Bergklassement (bolletjestrui) |                            |                            |        |
| Plaats                         | Naam                       | Ploeg                      | Punten |
| Bolletjestrui                  | Tadej Pogačar              | UAE Team Emirates-XRG      | 27     |
| 2                              | Lenny Martinez             | Bahrain Victorious         | 27     |
| 3                              | Michael Woods              | Israel-Premier Tech        | 22     |
| 4                              | Jonas Vingegaard           | Visma \| Lease a Bike      | 19     |
| 5                              | Ben Healy                  | EF Education-EasyPost      | 16     |
| 6                              | Bruno Armirail             | Decathlon AG2R La Mondiale | 15     |
| 7                              | Florian Lipowitz           | Red Bull-BORA-hansgrohe    | 12     |
| 8                              | Mattias Skjelmose          | Lidl-Trek                  | 11     |
| 9                              | Michael Storer             | Tudor Pro Cycling Team     | 10     |
| 10                             | Tobias Halland Johannessen | Uno-X Mobility             | 10     |
|                                |                            |                            |        |
| 11                             | Tim Wellens                | UAE Team Emirates-XRG      | 8      |
| 13                             | Thymen Arensman            | INEOS Grenadiers           | 8      |

### Jongerenklassement
| Jongerenklassement (witte trui) |                     |                         |            |
| Plaats                          | Naam                | Ploeg                   | Tijd       |
| Witte trui                      | Remco Evenepoel     | Soudal Quick-Step       | 45u27'36"  |
| 2                               | Florian Lipowitz    | Red Bull-BORA-hansgrohe | + 49"      |
| 3                               | Kévin Vauquelin     | Arkéa-B&B Hotels        | + 55"      |
| 4                               | Oscar Onley         | Picnic PostNL           | + 1'20"    |
| 5                               | Ben Healy           | EF Education-EasyPost   | + 8'34"    |
| 6                               | Carlos Rodríguez    | INEOS Grenadiers        | + 13'11"   |
| 7                               | Mattias Skjelmose   | Lidl-Trek               | + 23'04"   |
| 8                               | Romain Grégoire     | Groupama-FDJ            | + 43'51"   |
| 9                               | Joseph Blackmore    | Israel-Premier Tech     | + 53'28"   |
| 10                              | Alex Baudin         | EF Education-EasyPost   | + 56'38"   |
|                                 |                     |                         |            |
| 17                              | Frank van den Broek | Picnic PostNL           | + 1u12'59" |

### Ploegenklassement
| Plaats | Ploeg                           | Tijd       |
| ------ | ------------------------------- | ---------- |
|        | Team Visma \| Lease a Bike      | 136u32'11" |
| 2      | UAE Team Emirates-XRG           | + 17'15"   |
| 3      | Arkéa-B&B Hotels                | + 25'08"   |
| 4      | Decathlon AG2R La Mondiale Team | + 33'46"   |
| 5      | Red Bull-BORA-hansgrohe         | + 34'55"   |

## Uitvaller
Niet gestart
- Cees Bol (XDS Astana Team): Bol was ziek en stapte niet meer op de fiets.[2]

1e etappe ·
2e etappe ·
3e etappe ·
4e etappe ·
5e etappe ·
6e etappe ·
7e etappe ·
8e etappe ·
9e etappe ·
10e etappe ·
11e etappe ·
12e etappe ·
13e etappe ·
14e etappe ·
15e etappe ·
16e etappe ·
17e etappe ·
18e etappe ·
19e etappe ·
20e etappe ·
21e etappe
Startlijst · Eindstanden · Afbeeldingen